# Cathédrale de Växjö
La cathédrale de Växjö (Växjö domkyrka) est une cathédrale située à Växjö, dans le Kronoberg en Suède. C'est le siège de l'évêché de Växjö. La cathédrale existe depuis le XIIe siècle, mais brula en 1276. Une nouvelle cathédrale fut alors construite, probablement dans un style gothique. En 1570, les Danois mettent le feu à la ville, qui affecta aussi la cathédrale. Elle fut alors rénovée selon un style Renaissance en 1585.